# Lichenoconium aeruginosum
Lichenoconium aeruginosum is een korstmosparasiet die behoort tot de orde Lichenoconiales. Het komt voor op het korstmos Cladonia.

## Verspreiding
In Nederland komt het zeer zeldzaam voor.